# Moldavané
Moldavané (moldavsky/rumunsky Moldoveni; cyrilicí oficiálně používanou pouze v separatistickém Podněstří Молдовень) jsou východorománský národ žijící v jihovýchodní Evropě, jehož dějiny jsou úzce spjaté s dějinami Rumunů, s nimiž bývá často ztotožňován; některé státy, instituce, úřady či vědecké studie (především rumunské) rumunskou a moldavskou národnost nerozlišují. Moldavané obývají dnes dva státy: Moldavskou republiku a mezinárodně neuznanou Podněsterskou moldavskou republiku, která vyhlásila nezávislost na Moldavské republice v roce 1991.
Hlavní část historického území Moldavska patří Rumunsku. Na tomto území moldavská národní identita skoro úplně podlehla rumunské. Rozdíl mezí Moldavany a Rumuny je latentní, mnoho lidí se označuje (auto-identifikuje etnicky) jako Moldavané a Rumuni současně. Moldavané se liší od Rumunů tradici vlastní státnosti, bohatším ruským kulturním dědictvím a některými jazykovými specifiky: větší archaičnosti jazyka, přízvukem a mluvnici, která obsahuje větší počet slov slovanského původu. V Moldavské republice, oproti Rumunsku, se do konce 20. století používala cyrilice, abeceda, která dnes je používaná jen v podněsterském Moldavsku. Část Moldavanů mluví rusky a ukrajinsky. Moldavané mají s Rumuny společné částečně etnogenezi, jazyk, více než 150 let státních dějin a pravoslaví, ke kterému se hlásí většina Moldavanů i Rumunů. Pojem Moldavané má tedy dva významy: může označovat rumunské obyvatele celé Moldávie (tedy moldavské, rumunské i ukrajinské části), stejně jako etnickou skupinu o zhruba 3 200 000 příslušnících obývající především dnešní Moldavsko (69,6 %) a považujících se za samostatný národ.
Moldavané vedle Moldavska a Rumunska žijí jako původní obyvatelé na Ukrajině, v historických oblastech: Bukovina, pobřeží Černého moře (Oděská oblast), Záporoží a Podolí. Tradičními místy, která Moldavané vybírali v minulosti pro exil, byly: Polsko (zvlášť Ruské vojvodství s hlavním městem Lvovem – dnes Ukrajina), Rusko, Řecko, Istanbul (dříve Konstantinopol), Paříž, Sedmihradsko a Budapešť. V současnosti se Moldavané nejčastěji rozhoduji pro exil v Rumunsku, ve velkých městech Ruska – hlavně v Moskvě a Petrohradě, ve Francii, Itálii a Španělsku. Moldavané žijí také v Kazachstánu – jsou to většinou potomci odpůrců stalinistického režimů deportovaných z Moldavska .

## Původ Moldavanů (etnogeneze)

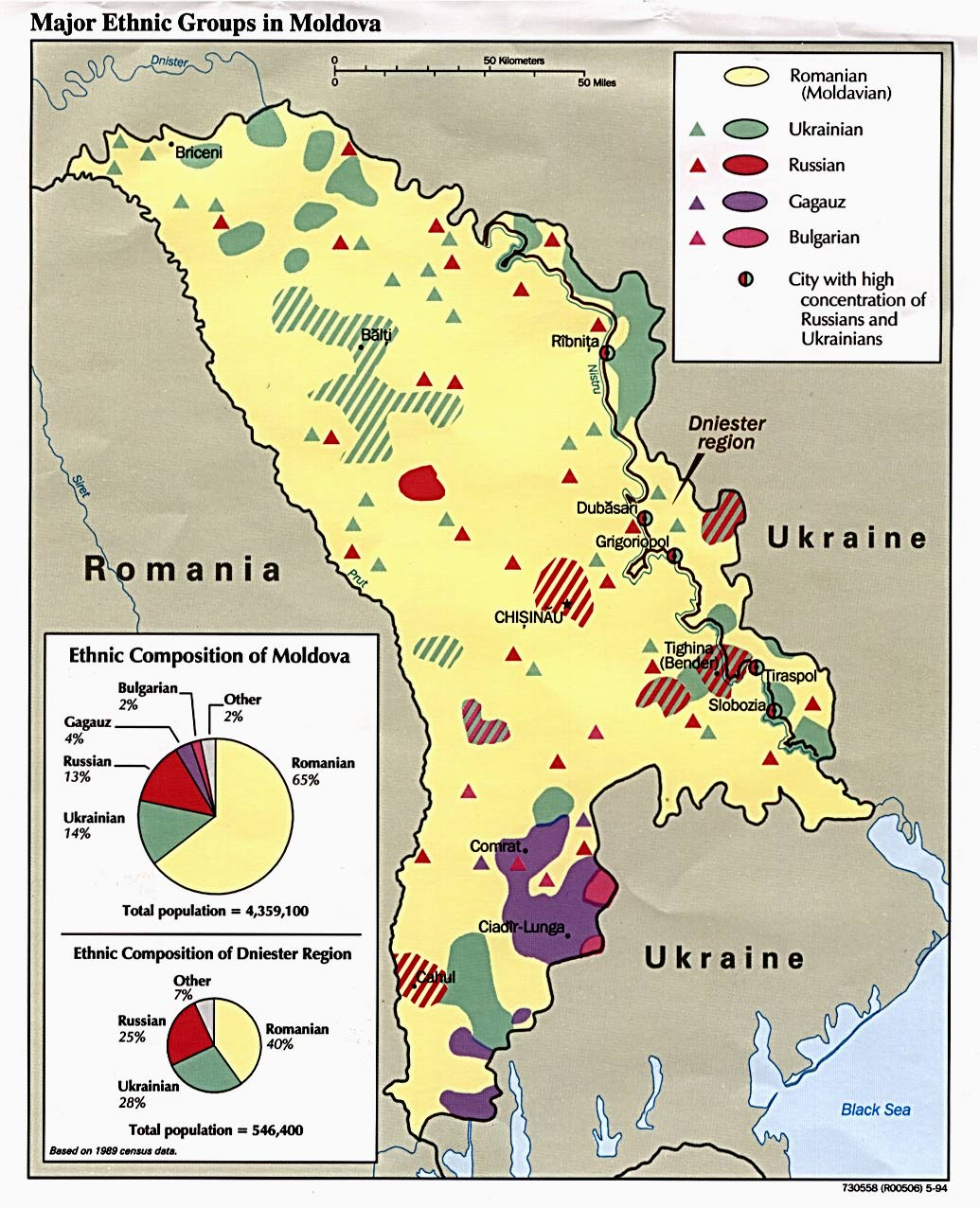
Mapa etnická Moldavské republiky. Mapa připravená vládou Spojených států

Příchod východoslovanských kmenů – Uličů, Tiverců i Bílých Chorvatů – ovlivnil území Moldavska už v raném středověku slovanskou kulturou. V 9. století bylo území Moldavska připojeno ke Kyjevské Rusi, potom se také dostalo pod nadvládu Haličské Rusi. Odtud pochází starý název země „Valašsko-Rusko“ (rumunsky Vlaho-Rusia), oproti Sedmihradsku, které bylo obdobným způsobem pojmenované „Valašsko-Uhersko“ (rumunsky Vlaho-Ungaria) a Valašska „Valašsko-Bulharsko“ (rumunsky Vlaho-Bulgaria).
Od začátku 14. století se do Moldavska začaly stěhovat románské kmeny Valachů (odtud někteří z nich pokračovali dále směrem podél Karpat, kudy došli do Moravy a Slezska). V zemi narazily na nečetné slovanské obyvatelstvo, s kterým se začaly asimilovat. Sám původ Valachů není příliš jasný. Pojem Valach znamená kočovného pastevce, jeho význam je tedy spíš ekonomický než etnický. Zpočátku se tak nazývalo pouze albánské a východorománské obyvatelstvo, později také Slované, kteří převzali od „pravých Valachů“ kočovný, pastevecký způsob života. Mezí těmito pastevci se dlouho nevytvořily větší sociální rozdíly spojené se vznikem vládnoucí vrstvy, která by svým postavením vysoce předčila ostatní. Valaši žili jako poddaní střídajících se říší – Byzance, Bulharska, Ruska, Uher či Srbska. Jelikož se však nezdržovali ve stálých sídlech, byli asi ve velké míře ušetřeni státních zásahů. To však také napomáhalo tomu, že si uchovávali archaický způsob života, že zůstali rozděleni na řadu čeledí a drobných kmenů a že po dlouhou dobu nevytvořili žádné státní útvary. Archaické, krajně patriarchální společnosti Valachů představujících magický (mytický) typ kultury, byly silně uzavřené, odolné vůči asimilačním procesům. Mimo „valašský“ typ ekonomiky mají Rumuni a Moldavané společné s Albáncí některé jazykové prvky. Existuje teorie, že předkové Moldavanů a Rumunů mohli být Albánci romanizovaní v době římského impéria.
Do 18. století měl moldavský stát charakter románsko-slovanský. Úředním jazykem byla staroslověnština (později také řečtina) a románské texty byly psané „slovanskou abecedou“ – cyrilici do poloviny 19. století. Většina moldavských topografických názvů (měst, vesnic) je slovanského původu.

### Dějiny Rumunů a Moldavanů

Moldavské knížectví v 15. století

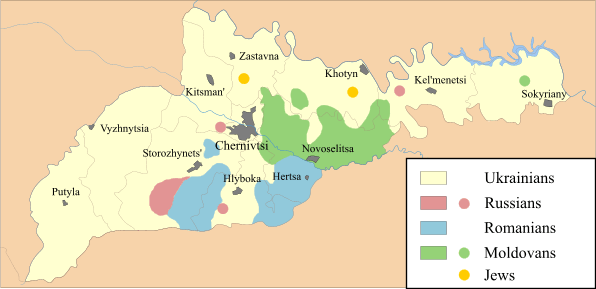
Národnosti v Černovické oblasti (Ukrajina), Moldavani zeleně

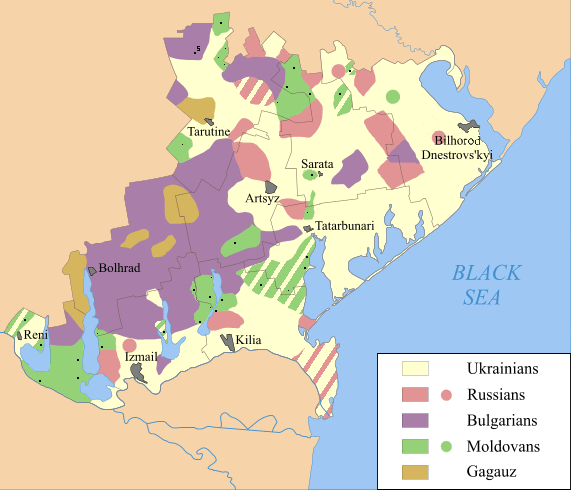
Budžak (Ukrajina) s Moldavany, zeleně

V 17. století se mnoho významných moldavských bojarů rozhodlo pro exil v katolickém Polsku. Zde většinou studovali v církevních jezuitských školách, kde byl kladen důraz na latinské prvky v jazyce moldavského obyvatelstva. Propagace „latinského, římského původu“ ležela na srdci katolickému kléru, poskytovala totiž možnost potlačovat řeckou, respektive slovanskou ortodoxii. Pro Moldavany byla atraktivní tím, že zvyšovala jejich prestiž jako národa, mohli se stavět jako „rovnocenní“ nebo „více cenní“ ve vztahu k okolním národům. Slovo „Rumun“ znamená doslovně „Říman“.
Prvním mezí Moldavany a Valachy, kdo poukázal na latinský původ moldavštiny, byl moldavský bojar Grigore Ureche (1590–1647). Ureche vystudoval svobodná umění na jezuitské škole ve Lvově. V části úvodu do svého „Letopisu Moldavska“ (napsán 1642 až 1647, Letopișețul Țării Moldovei), kterou pojmenoval „O našem moldavském jazyce“, hlásá a na příkladech dokládá latinský původ moldavštiny (což platí i pro rumunštinu). V tradici pokračoval Miron Costin (1633–1691), který nabyl vzdělání v jezuitské koleji v polském městečku Bar poblíž moldavských hranic. Jeho nedokončené pojednání „O moldavském národě“ (1686–1691, De neamul Moldovenilor) je polemicky zaměřenou monografií o původu Moldavanů a Valachů a jejich jazyka. Costin byl přesvědčen, že Moldavané a Valaši pocházejí přímo od římských kolonizátorů. Vrcholným dílem tohoto období je latinsky psaná „Kronika starobylosti Rumuno-Moldo-Valachů“ (1717, Hronicul vechimii romano-moldo-vlahilor) moldavského knížete Dimitrie Cantemira (1673–1723). V své kronice Cantemir obhajuje domněnku o čistě římském původu Moldavanů a Valachů, avšak na druhé straně posuzuje kontinuitu romanizovaného obyvatelstva v bývalé Dácii. Stejně jako Miron Costin považuje Moldavany za část většího „římského národa“.
Rumunsko (Romania)je poměrně mladý název. Objevil se teprve v 19. století jako politický program a má vyjadřovat myšlenku, že jazyk a kultura valašského a moldavského obyvatelstva jsou „románské“, tj. že pochází od Říma. Z národně-politického hlediska byl pojem „Rumunsko“ spjat s požadavkem, aby všechno románské obyvatelstvo v východní Evropě žilo v jednom státě. V roce 1862 název země „Spojená knížectví Moldavska a Valašska“ byl změněn na „Rumunské knížectví“. Nově vzniklý národ měl svoji vlastní mytologii. Rumuni se považovali za přímé potomky starobylých Římanů. Časem toto „přání” nevydrželo historické kritiky. Jiným, novějším mýtem je odvozování původu Rumunů od starobylých Dáků, kteří měli podlehnout romanizaci. I tento názor měl politický význam, protože měl potvrzovat prvenství Rumunů na sporných územích. Předpoklad, že Rumuni a
Moldavané pocházejí od romanizovaných Dáků rovněž není snadné vědecky obhájit, a to z několika důvodů:
a) území Moldavska nikdy nebylo součástí římského impéria
b) vláda Římanů v Dácii trvala 165 let, tj. méně než v ostatních provinciích, kde obyvatelstvo podlehlo romanizaci, i méně než v provinciích, jejichž obyvatelstvo romanizaci nepodlehlo, kupříkladu v Británii
c) podle římských zdrojů římské obyvatelstvo bylo evakuováno z Dácie kvůli náporu germánských kmenů
d) germánské kmeny, které žily na území Dácie, by po evakuaci Římanů musely po sobě
nechat nějaké stopy v jazyce místního obyvatelstva; v rumunštině/moldavštině takový vliv chybí
e) moldavský/rumunský jazyk má některé společné vlastnosti s albánštinou
f) moldavský a rumunský folklór je na mnoho místech podobný albánskému a řeckému.
Rumunská národní identita vznikala v opozici vůči Slovanům a Maďarům. Rumunští národní a jazykoví buditelé, kupříkladu Gheorghe Lazăr (1779–1823), sáhli k antice a zdůrazňovali latinský charakter svého jazyka a kultury „uprostřed slovanského moře“. Pozdně římská Dácie je prohlášena za zárodečnou buňku rumunství, císař Traianus postoupil na místo zakladatele rumunských dějin. Lazăr vytvořil nepřerušenou kontinuální linii od Dáků až k dnešnímu Rumunsku. V 20. století byla hypotéza „o dácko-římském původu“ rozšířena i na předřímské Dáky. To má zdůvodnit teorii o autochtonii, o původním „rumunském“ obyvatelstvu na území celého dnešního Rumunska a Moldavska.

## Problém: Moldavané a Rumuni
Problém uznání Moldavanů jako samostatného národa (a zároveň moldavštiny jako od rumunštiny odlišného jazyka) je poměrně nový a zejména v Rumunsku a Moldavsku je velmi citlivý a ožehavý. Před rokem 1922, kdy na území Sovětského svazu vznikla Moldavská autonomní republika (Podněstří), moldavská národní identita skoro úplně podlehla rumunské. Obyvatelé historického území Moldavska se většinou hlásili k rumunské národnosti. V roce 1940 Sovětský svaz připojil ke svému území Besarábii (zhruba území dnešního Moldavska), která byla v roce 1918 odtržena od Ruska a připojena k Rumunsku. Protože chtěl Sovětský Svaz zpřetrhat svazky nově dobytého území s Rumunskem, „uměle probouzel“ národnost Moldavanů a přiměl obyvatele, aby se k ní hlásili (to platilo i pro románské obyvatelstvo žijící na Ukrajině a v jiných svazových republikách). Po rozpadu SSSR se v Rumunsku očekávalo, že se Moldavané vrátí k rumunské národní identitě; k tomu však nedošlo a nedochází – Rumuni jsou tak v dnešním Moldavsku oficiálně v menšině (2%, 2004), zatímco podíl Moldavanů činí 69,6 %.

## Osobnosti
Zakladatelem moldavské vzdělanosti byl v 16. století Grigore Ureche, který ve své kronice Letopiseţul Ţării Moldovei poprvé zaznamenal existenci moldavského jazyka a jeho románského původu. Významným politologem a odborníkem na geopolitiku je Oleg Serebrian.
V Moldavsku se narodil slavný básník Mihai Eminescu a jeden z nejslavnějších klavíristů historie Anton Rubinstein. V Sovětském svazu se prosadil filmový režisér Emil Loteanu, v Rumunsku básník Grigore Vieru. Nejpřekládanějším současným moldavským autorem ve světě je Ion Druce. V populární hudbě se proslavila disco kapela O-Zone tvořená trojicí Dan Bălan, Radu Sîrbu a Arsenie Todiraş. Dětskou pěveckou hvězdou je Cleopatra Stratanová.
Moldavským národním hrdinou je kníže Štěpán III. Veliký, který statečně vzdoroval Turkům, Polákům i Uhrům. Prvním prezidentem samostatného Moldavska byl Mircea Snegur. Druhým byl Petru Lucinschi. Třetím Vladimir Voronin, který se tak stal prvním demokraticky zvoleným komunistickým prezidentem od pádu Berlínské zdi. Současným, čtvrtým prezidentem je Nicolae Timofti. Premiéry byli Mircea Druc, Valeriu Muravschi, Andrei Sangheli, Ion Ciubuc, Ion Sturza, Dumitru Braghiș, Vasile Tarlev, Zinaida Greceanîi, Vlad Filat, Iurie Leancă, Chiril Gaburici a Valeriu Streleț. Významnou figurou ruské občanské války byl Grigorij Ivanovič Kotovskij.
K nejúspěšnějším sportovcům samostatného Moldavska patří vzpěrači Cristina Iovu, Anatolie Cîrîcu či Sergei Mureiko. Také lukostřelkyně Natalia Valeeva.

### Další známí Moldavané
Dimitrie Cantemir, Mihail Sadoveanu, Vasile Stati, Antioch Cantemir

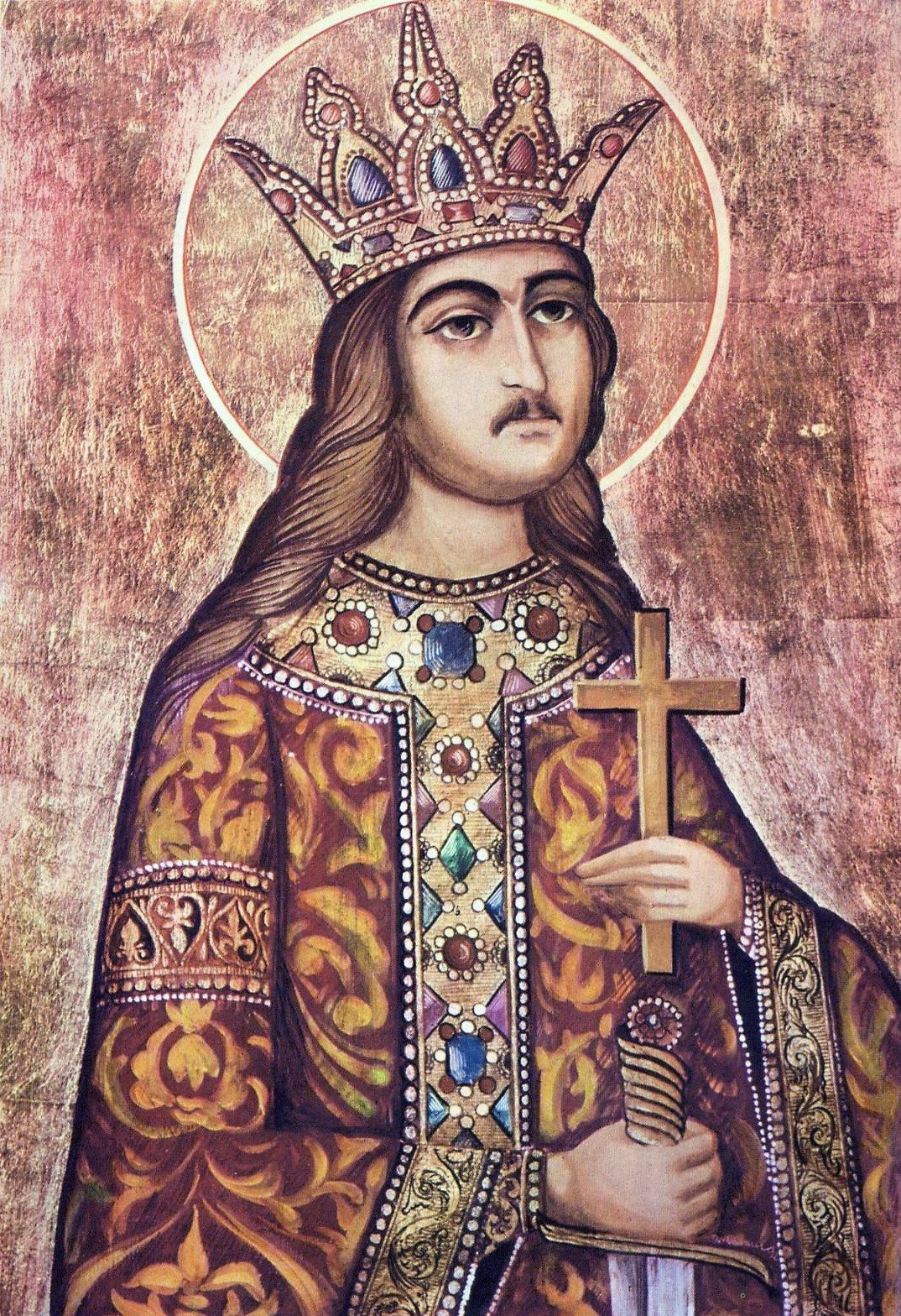
Štěpán Veliký / Ștefan cel Mare
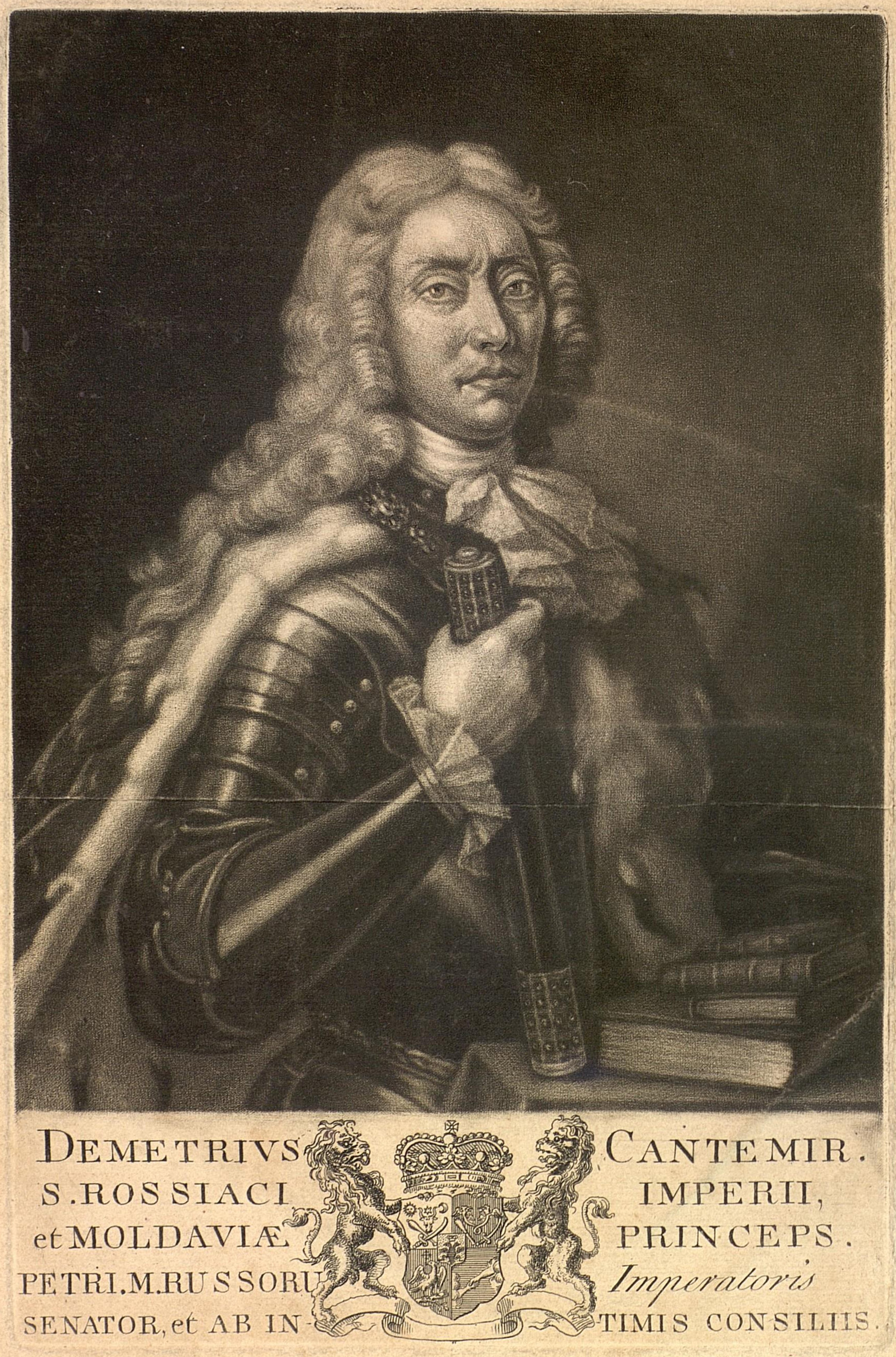
Dimitrie Cantemir
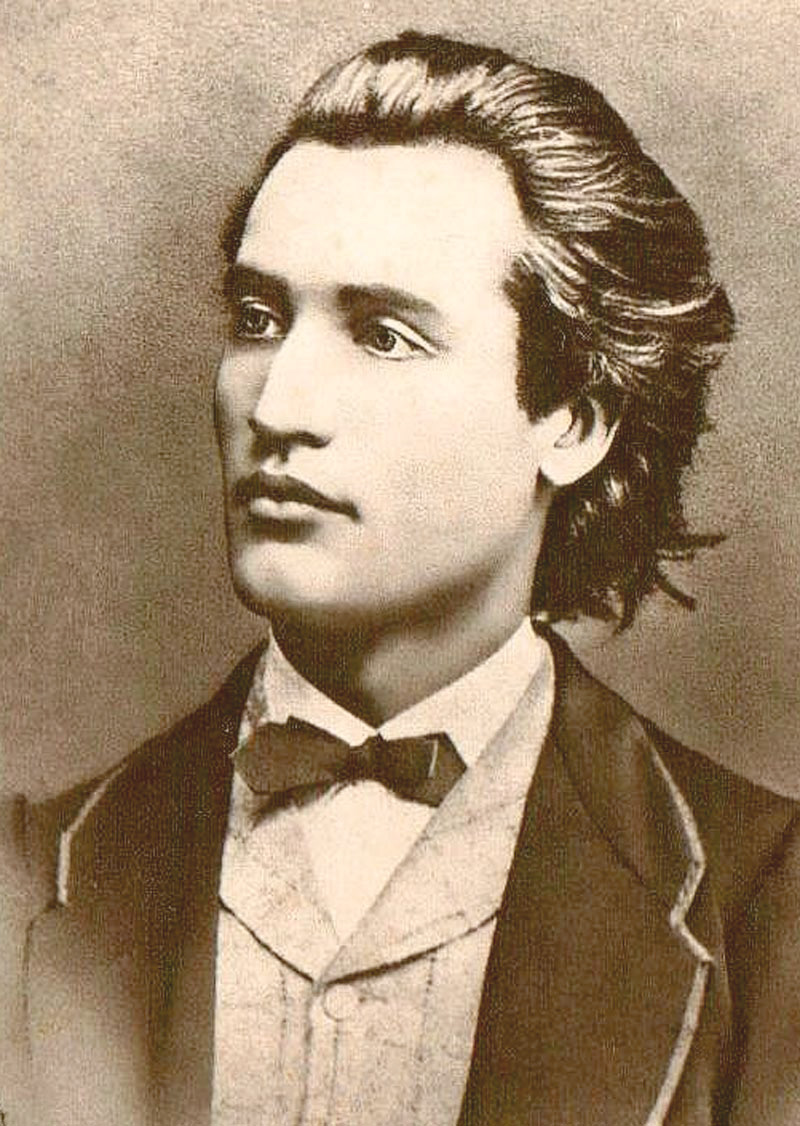
Mihai Eminescu
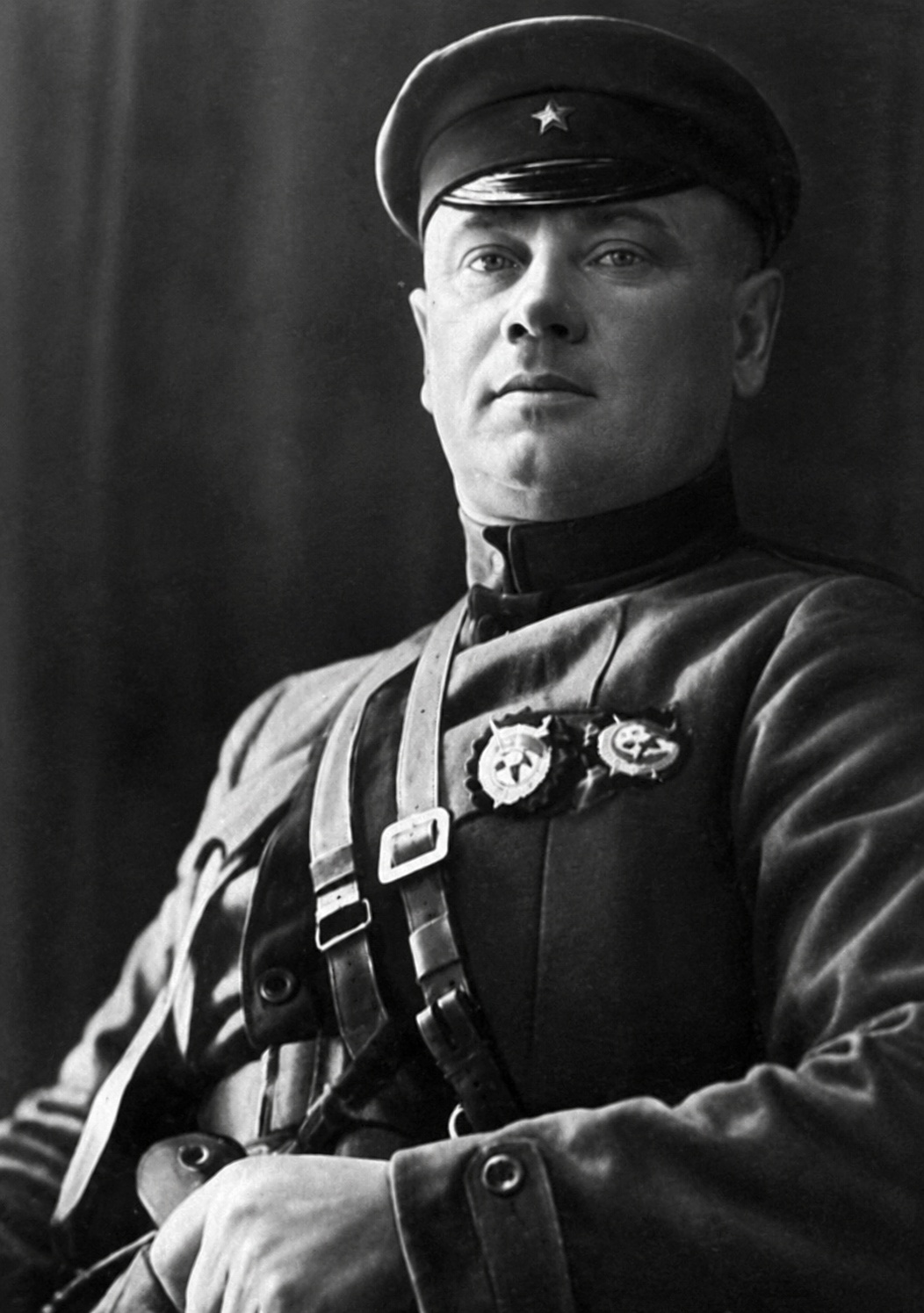
Grigore Kotovski
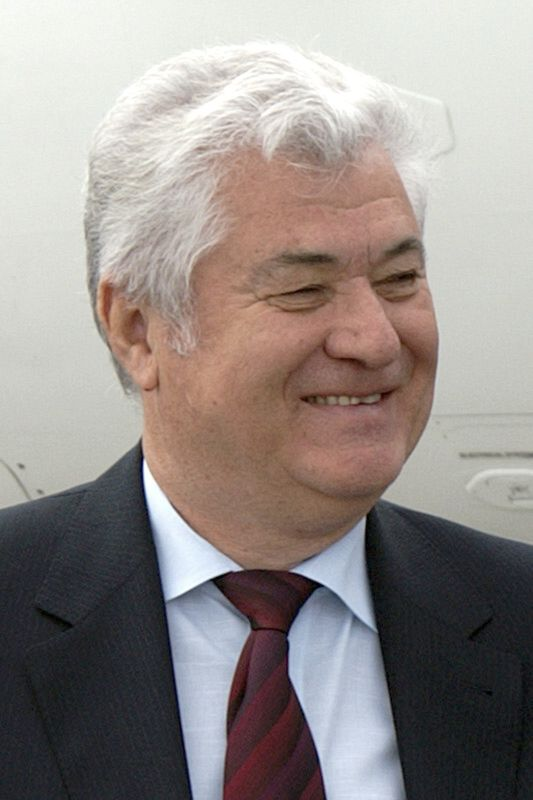
Vladimir Voronin